# Campeonato de España de Ciclismo Contrarreloj 2010
La XVII edición del Campeonato de España de Ciclismo Contrarreloj se disputó el 25 de junio de 2010 en Villarrobledo (provincia de Albacete), por un circuito que constaba de 36,3 km de recorrido.
El corredor Luis León Sánchez (Caisse d'Epargne) se convirtió en el nuevo campeón de España de contrarreloj, por segunda vez en su carrera deportiva, cruzando la línea de meta con un tiempo de 43 minutos y 34 segundos, por delante de José Iván Gutiérrez, que hizo el recorrido en 44 minutos y 15 segundos. El tercer mejor registro, completando el podio, fue para Rubén Plaza, con 44 minutos y 32 segundos. Gustavo César Veloso, cuarto, podría haber entrado en ese podio dado que sufrió un pinchazo en el primer kilómetro.

## Clasificación final
| \| Clasificación general \| Clasificación general \| Clasificación general \| Clasificación general \| Clasificación general \| \| Ciclista \| Ciclista \| Equipo \| Tiempo \| \| \| --------------------- \| ----------------------- \| ----------------------- \| --------------------- \| --------------------- \| \| 1.º \| Luis León Sánchez \| Caisse d'Épargne \| 43 min 34 s \| \| \| 2.º \| Iván Gutiérrez \| Caisse d'Épargne \| + 41 s \| \| \| 3.º \| Rubén Plaza \| Caisse d'Épargne \| + 58 s \| \| \| 4.º \| Gustavo César Veloso \| Xacobeo Galicia \| + 1 min 28 s \| \| \| 5.º \| Jonathan Castroviejo \| Euskaltel-Euskadi \| + 1 min 28 s \| \| \| 6.º \| Carlos Barredo \| Quick Step \| + 1 min 43 s \| \| \| 7.º \| José Antonio de Segovia \| \| + 2 min 38 s \| \| \| 8.º \| Paco Mancebo \| Heraklion Kastro-Murcia \| + 2 min 45 s \| \| \| 9.º \| Arkaitz Durán \| Footon-Servetto \| + 2 min 55 s \| \| \| 10.º \| Javi Moreno Bazán \| Andalucía-CajaSur \| + 3 min 00 s \| \| |                         |                         |              |
| |                         |                         |              |
| |                         |                         |              |
| Clasificación general |                         |                         |              |
| Ciclista | Ciclista                | Equipo                  | Tiempo       |
| 1.º | Luis León Sánchez       | Caisse d'Épargne        | 43 min 34 s  |
| 2.º | Iván Gutiérrez          | Caisse d'Épargne        | + 41 s       |
| 3.º | Rubén Plaza             | Caisse d'Épargne        | + 58 s       |
| 4.º | Gustavo César Veloso    | Xacobeo Galicia         | + 1 min 28 s |
| 5.º | Jonathan Castroviejo    | Euskaltel-Euskadi       | + 1 min 28 s |
| 6.º | Carlos Barredo          | Quick Step              | + 1 min 43 s |
| 7.º | José Antonio de Segovia |                         | + 2 min 38 s |
| 8.º | Paco Mancebo            | Heraklion Kastro-Murcia | + 2 min 45 s |
| 9.º | Arkaitz Durán           | Footon-Servetto         | + 2 min 55 s |
| 10.º | Javi Moreno Bazán       | Andalucía-CajaSur       | + 3 min 00 s |